# Astra Digital Radio
Astra Digital Radio (ADR) is een standaard die door het Luxemburgse SES Astra in 1996 werd geïntroduceerd en werd tot 30 april 2012 gebruikt voor digitale radio-uitzendingen op haar satellietpositie Astra 19,2°O. ADR maakte gebruik van de geluidsfrequenties van analoge televisiekanalen.

De standaard gebruikt één mono geluidskanaal die normaliter dient voor een tweede geluidsspoor bij een televisie-uitzending of radiostation.
De drager maakt gebruik van digitale modulatie en verspreidt een 192 kbit/s, 48 kHz samplerate en is gecodeerd volgens het Musicam-protocol. Er is 9,6 kbit/s beschikbaar voor het verzenden van gegevens.
ADR is niet compatibel met DVB-S digitale radiostations, hoewel deze wel uitzenden en gebruikmaken van dezelfde bitsnelheid en Musicam-codering.